# 유지 오쿠모토

2010년 모습

유지 오쿠모토(Yuji Okumoto, 1959년 4월 20일 ~ )는 미국의 배우이다. 로스앤젤레스에서 태어났다.

## 출연 작품

### 영화
- 21세기 두뇌 게임 (1985)
- 작은 사랑의 기적 (1985)
- 베스트 키드 2 (1986)
- 암흑의 차이나타운 (1989, True Believer)
- 파라다이스 살인 (1990, Murder in Paradise)
- 3×3 EYES (1991) - 영어 더빙
- 네미시스 (1992)
- 아메리칸 신디케이트 (1993)
- 브레인 스매셔 (1993, Brainsmasher... A Love Story)
- 로봇 워즈 (1993)
- 레드 선 라이징 (1994, Red Sun Rising)
- 블루 타이거 (1994, Blue Tiger)
- 폭풍 탈주 (1995)
- 민 건스 (1997, Mean Guns)
- 콘택트 (1997)
- 블래스트 (1997, Blast)
- 트루먼 쇼 (1998) - 일본 가족 역
- 포트리스 2 (1999, Fortress 2: Re-Entry)
- 아이 리멤버 에이프릴 (1999, I'll Remember April) - 마츠오 요마 역
- 조니 카파할라, 눈 위의 서퍼 (1999, Johnny Tsunami)
- 더 베이스 2 - 베이스 헌터 (2000, Guilty as Charged)
- 파트너 (2000)
- 진주만 (2001)
- 크로우 위키드 플레이어 (2005, The Crow: Wicked Prayer)
- Cookies for Sale (2007) - 단편
- 조니 카파할라 (2007, Johnny Kapahala: Back on Board)
- Black Coffee (2009) - 단편
- 인셉션 (2010) - 사이토의 수행원 역
- Out (2011) - JC 리 역 (단편)
- GTA플레이어 (2016)

### 텔레비전
- Knots Landing (1991-93)
- 영웅과 악인 (2008, Heroes and Villains)
- 코브라 카이 (2021-현재)